# Lycopus kochi
Lycopus kochi là một loài nhện trong họ Thomisidae.
Loài này thuộc chi Lycopus. Lycopus kochi được Wladislaus Kulczynski miêu tả năm 1911.